# Вільямалур

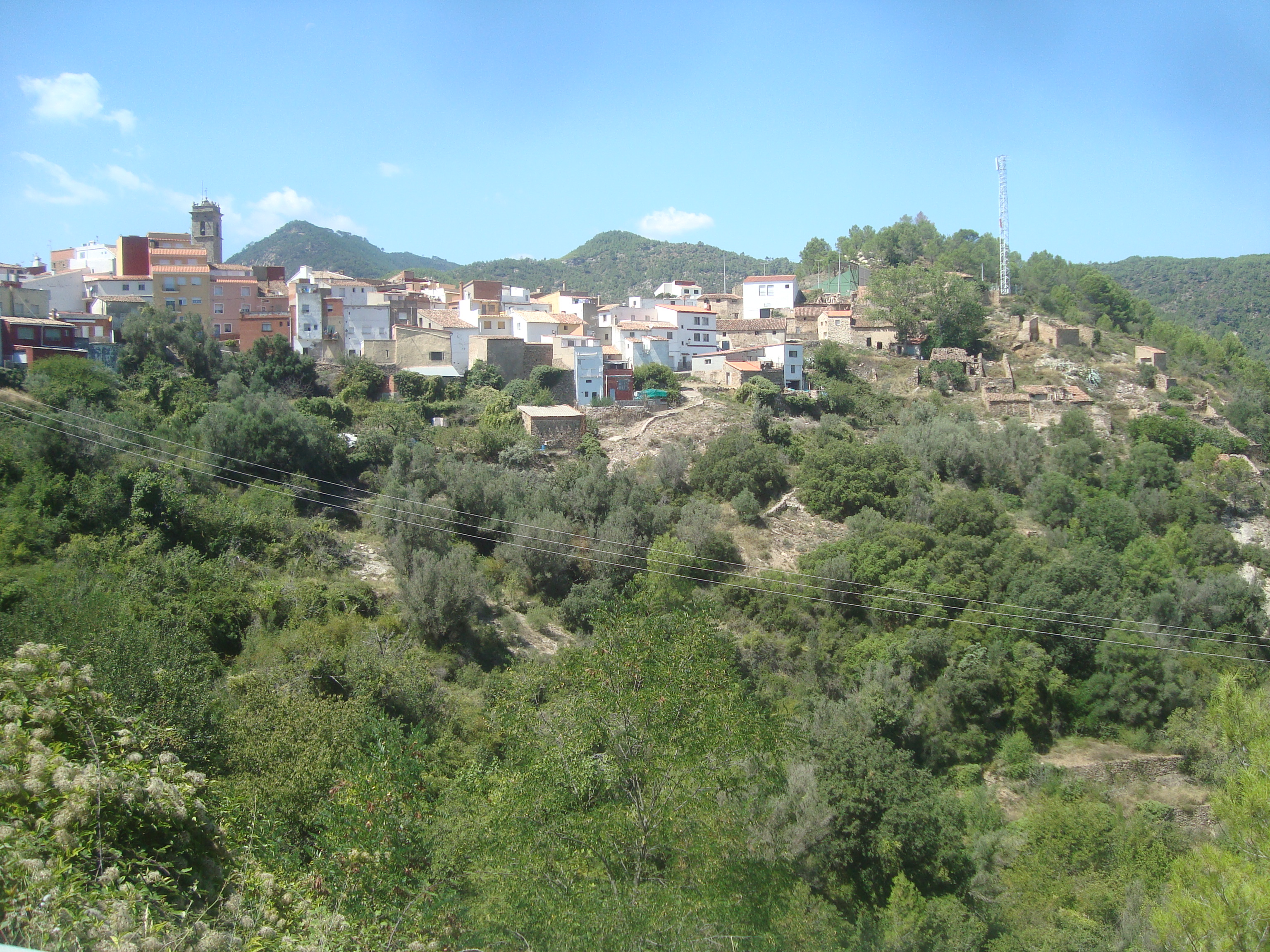
Вільямалур, Віламалур (ісп. Villamalur (офіційна назва), валенс. Vilamalur).

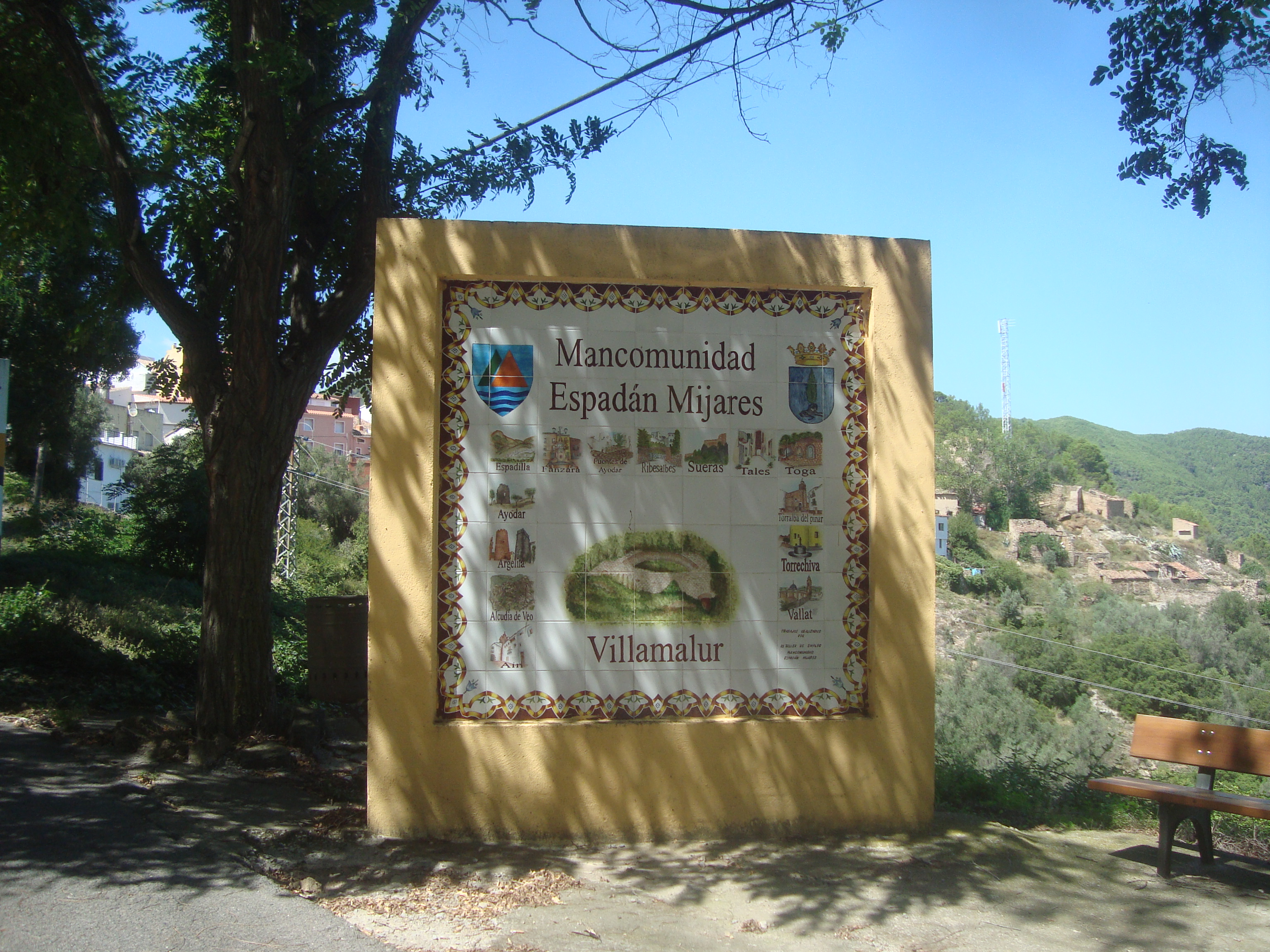
Вільямалур, Віламалур (ісп. Villamalur (офіційна назва), валенс. Vilamalur)

Вільямалур, Віламалур (ісп. Villamalur (офіційна назва), валенс. Vilamalur) — муніципалітет в Іспанії, у складі автономної спільноти Валенсія, у провінції Кастельйон. Населення — 102 особи (2010).

## Географія
Муніципалітет розташований на відстані близько 290 км на схід від Мадрида, 30 км на захід від міста Кастельйон-де-ла-Плана.

## Демографія
Динаміка населення (INE ):

## Галерея зображень

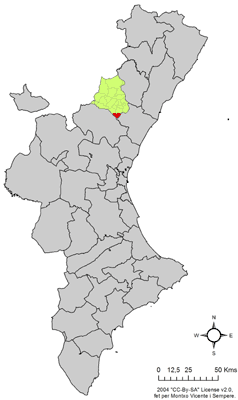
Розташування муніципалітету Вільямалур у автономній спільноті Валенсія
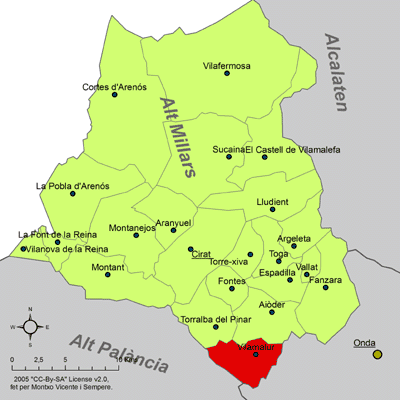
Розташування муніципалітету Вільямалур у комарці Альто-Міхарес